# Anii 1750
Anii 1750 au fost un deceniu care a început la 1 ianuarie 1750 și s-a încheiat la 31 decembrie 1759.